# ТЕС Сервола
ТЕС Сервола — теплова електростанція на північному сході Італії у регіоні Фріулі-Венеція-Джулія, провінція Трієст. Споруджена з використанням технології комбінованого парогазового циклу.
Введена в експлуатацію у 2001 році, станція має один блок потужністю 180 МВт. У ньому встановлена одна газова турбіна потужністю 109 МВт, яка через котел-утилізатор живить одну парову турбіну з показником 70 МВт. На випадок зупинки газової турбіни наявний резервний котел, котрий здатен живити парову турбіну.
Головною особливістю станції є споживане нею паливо — суміш коксового та доменного газів із сусіднього металургійного комбінату з природним газом.
Окрім виробництва електроенергії станція також постачає пару для потреб металургійного виробництва.
Зв'язок з енергомережею відбувається по ЛЕП, розрахованій на роботу із напругою 132 кВ.